# ガバル (アルメニア)
座標: 北緯40度21分32秒 東経45度07分36秒 / 北緯40.35889度 東経45.12667度
ガバル、ないし、ガヴァル（Gavar、アルメニア語: Գավառ）は、口語表現ではキャヴァル (Kyavar、Քյավառ / Քեաւառ) とも呼ばれるアルメニアの町、ゲガルクニク地方の首府。この町は、ゲガム山地の高山地域にあり、平均標高は海抜1,982メートルに達し、首都エレバンからは東に98キロメートルの位置にある。2011年の人口調査によると、この町の人口は、20,765人である。1959年までは、ノル・バヤゼト (Nor Bayezet)、ないし、ノボ＝バヤゼト (Novo-Bayazet) として知られていたが、ボリシェヴィキの革命家カモにちなんでカモ (Kamo、Կամո) と改称され、1996年までその名が残っていた。

## 歴史

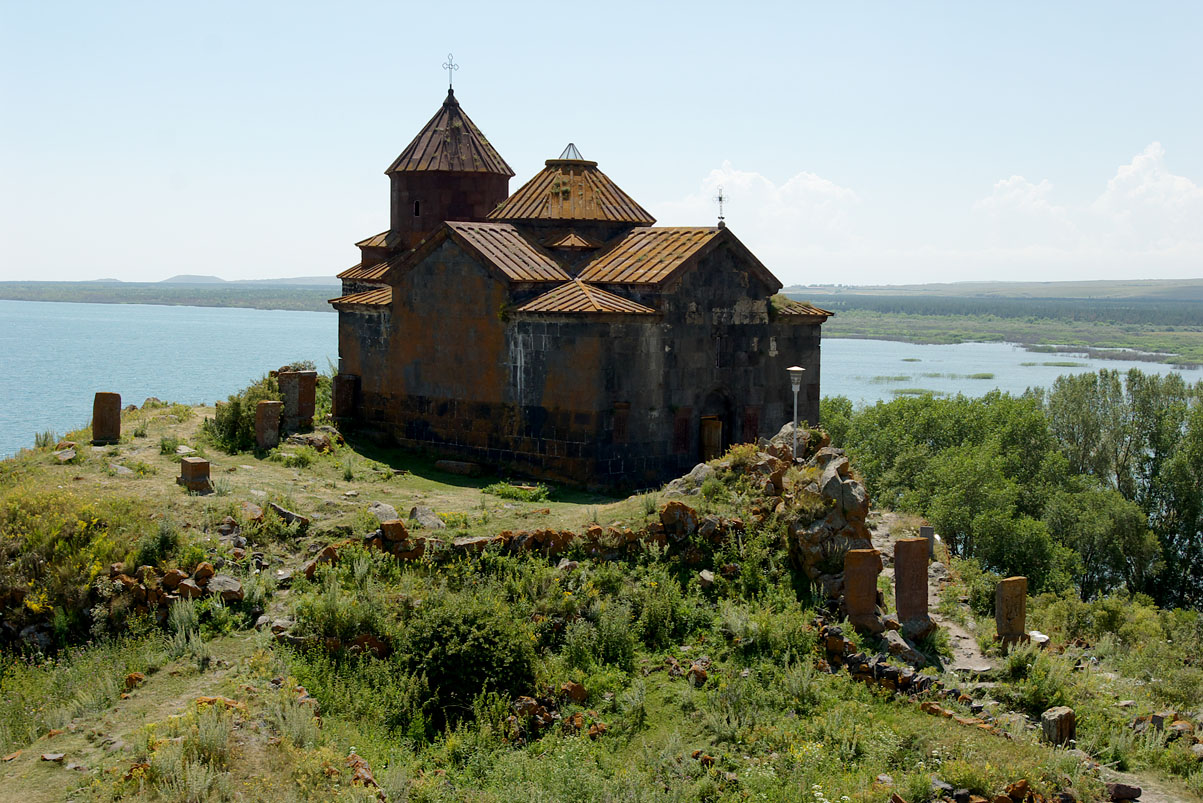
ガバル近郊にあるハイラバンク修道院 (Hayravank Monastery)。

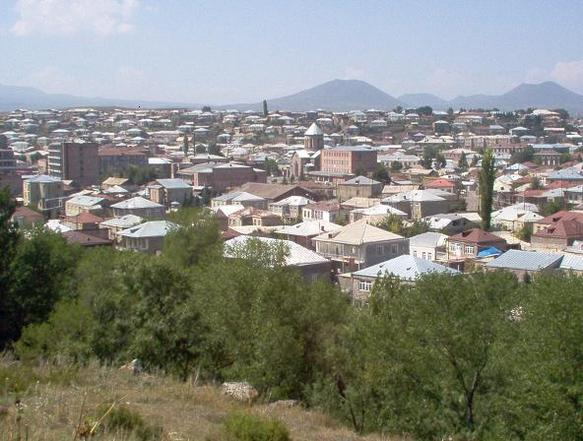
全景。

この町は、ゲガム山地の山々の間にあり、セヴァン湖の西側の湖岸から数マイル離れている。町は、1830年に、歴史的にはダロインク (Daroink) として知られていたオスマン帝国のバヤジット、後のドゥバヤジットから移り住んできた、アルメニア人たちによって建設された。「新しいバヤジット」として知られたこの町は、1850年に市制が施行された。
しかし、現代のガバルの領域には、青銅器時代から人が住んでいた。ガバルでは、紀元前1000年よりさらに前の石が、多数発見されている。鉄器時代初期のキュクロープスの石造物とされる砦の遺構が、町の一角に位置する丘の上にある。この砦はアララト王国と称したヴェリクキ (Velikukhi) の首府であったとも推定されている。周辺には、22カ所の小さな砦も配置されていた。ヴェリクキの領域は、ウラルトゥのサルドゥリ2世に征服された。その子、ルサ2世は、アララトの3主神のひとつハルディ神を讃え、砦の名を改めた。
このほか、中世の遺物である多数の十字石や墓石、礼拝堂1棟も発見されている。現代のガバルの一帯は何世紀もの間に何度もひどく破壊され、遂には17世紀にサファヴィー朝ペルシアのシャーであるアッバース1世によって滅ぼされた。
ガバルは、アルメニア東部の他の多くの地域とともに、1920年にソビエト連邦に組み込まれた。1950年に市制を施行し、その後は徐々に成長した。一時は 36,400人が住んでいた 。
1991年にアルメニア共和国が独立した後、人口は減少し、2001年の人口調査では 23,302人であったという。ソビエト時代に設けられた社会インフラの大部分が失われ、産業は停滞した。その後、新たな投資機会を期待して国外からガバルに戻ってくる実業家たちもあり、経済は緩やかながら徐々に改善している。ガバルの主要な産業は、織物工場のほか、電子工業、機械工業の工場などがある。ただし、ソ連時代に工業化が進められたものの、独立後は放棄された工場なども少なからずあり、農業の比重が増し、従事者数も増えているとされる。

## 気候
| ガバルの気候           | ガバルの気候 | ガバルの気候 | ガバルの気候 | ガバルの気候 | ガバルの気候 | ガバルの気候 | ガバルの気候 | ガバルの気候 | ガバルの気候 | ガバルの気候 | ガバルの気候 | ガバルの気候 | ガバルの気候  |
| 月                     | 1月          | 2月          | 3月          | 4月          | 5月          | 6月          | 7月          | 8月          | 9月          | 10月         | 11月         | 12月         | 年            |
| ---------------------- | ------------ | ------------ | ------------ | ------------ | ------------ | ------------ | ------------ | ------------ | ------------ | ------------ | ------------ | ------------ | ------------- |
| 平均最高気温 °F （°C） | 31 (−1)      | 32 (0)       | 38 (3)       | 49 (9)       | 58 (14)      | 66 (19)      | 73 (23)      | 73 (23)      | 68 (20)      | 58 (14)      | 45 (7)       | 35 (2)       | 52.2 (11.1)   |
| 平均最低気温 °F （°C） | 14 (−10)     | 15 (−9)      | 21 (−6)      | 29 (−2)      | 37 (3)       | 43 (6)       | 49 (9)       | 50 (10)      | 42 (6)       | 36 (2)       | 28 (−2)      | 20 (−7)      | 32 (0)        |
| 降水量 inch （mm）     | 0.79 (20.1)  | 0.91 (23.1)  | 1.50 (38.1)  | 1.97 (50)    | 3.31 (84.1)  | 1.61 (40.9)  | 1.77 (45)    | 1.65 (41.9)  | 1.30 (33)    | 1.61 (40.9)  | 1.34 (34)    | 0.87 (22.1)  | 18.63 (473.2) |
| [ 要出典 ]             |              |              |              |              |              |              |              |              |              |              |              |              |               |

## 教育

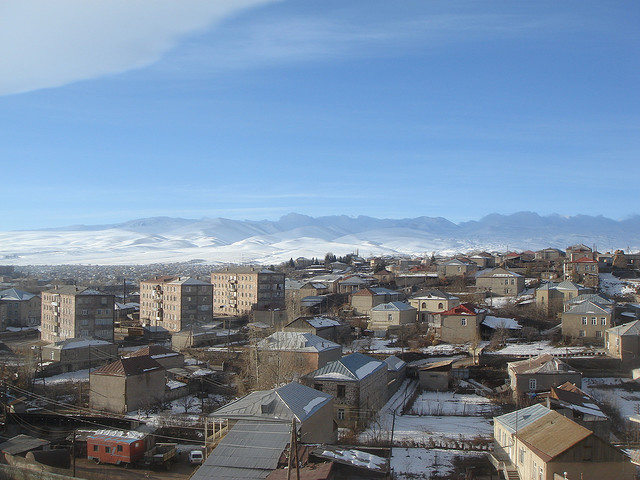
冬のガバル。

教育は、ガバルの社会において重要な価値のひとつであり続けてきた。早くも1960年代には、識字率が99%と報告されていた。近年では、公立学校9校、幼稚園6園、特定の技術に特化した中等教育学校4校、スポーツ学校1校、音楽・芸術学校2校、特別支援を要する子どもたちのための特別学校1校と、大学1校がガバルにある。
ガバル国立大学は、アルメニア共和国の独立（1991年）の後、1993年に創設され、初年度は28人の教員と94人の学生という体制であった。哲学、自然科学、人文学、経済学と、通信教育の、合わせて5つの学部を擁し、ゲガルクニク地方全域の教育の中心となっている。在籍する学生は、2500人以上にのぼる。
ガバル特別学校は、精神や身体に障碍のある子どもたちの教育にあたる、この地域では唯一の学校である。アルメニアにおける特別学校の中でも主導的な地位を得るべく、各方面からの協力や支援も受けながら、改善、拡充の途上にある。
ガバル市は、ポータル・サイトをもっており、国外にいる数多くの市民に利用されている。このポータルの名は「Kyavar」というが、これは地元の人々の発音では、地名の最初の「g」の音が「ky」に変わるためである。

## 宗教

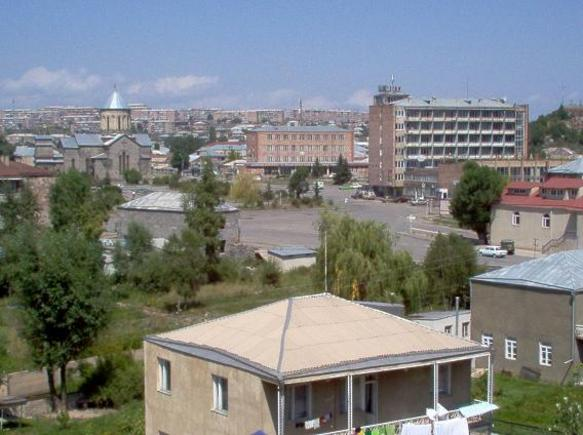
左奥に1905年建立の聖母教会が見える、ガバルの中心市街地。

ガバルの住民はおもにキリスト教徒であり、アルメニア使徒教会に属している。
- 1848年建立のスルプ・カラペット (Surp Karapet) 教会は、バルセグ・アルトスルニ (Barsegh Artsruni) によって建てられた。2012年に全面的な改装が行なわれた[10]。「スルプ・カラペット」とは、「聖なる前駆」という意味の表現であり、洗礼者ヨハネを意味している。
- 1905年建立の聖母教会 (Church of the Holy Mother of God) は、市街地の中心にある広場に面しており、1905年当時の司教であったコーレン・ムラドベギアン（英語版）が、地元の市民たちの協力を得て建設したものである。1990年代後半まで、この建物はアルメニアで最も高い教会建築であった。
- 9世紀に建設されたハイラバンク修道院（英語版）は、ガバルの北方7kmのセヴァン湖畔に位置している。
- ノラトゥス墓地（英語版）は、ガバルの北方4kmに位置するノラトゥス（英語版）の村にある。ここには多数の印象的な中世の十字石がある。